# Robert Tucker Abbott
Pour les articles homonymes, voir Robert Abbott et Abbott.
Robert Tucker Abbott est un malacologiste américain, né le 28 septembre 1919 à Watertown dans le Massachusetts et mort le 3 novembre 1995 des suites d’une maladie pulmonaire.

## Biographie
Durant la Seconde Guerre mondiale, il est pilote de bombardier puis, après deux ans, il est affecté à une unité de recherche chargée de l’étude de la schistosomiase, une maladie redoutable transmise par des mollusques. Il fait ses études à l’université d’Harvard et obtient un Master of Sciences à l’université George Washington en 1953 et un doctorat en 1955. À partir de cette date, il travaille pour le National Museum of Natural History puis pour l’Academy of Natural Sciences of Philadelphia jusqu’en 1969. En 1969, il devient directeur du département des mollusques ainsi que directeur adjoint du Delaware Museum of Natural History (en) à Wilmington. En 1977, il fonde l’American Malacologists Inc. à Melbourne (Floride). Il fait paraître plus de trente livres sur les coquillages. Son dernier projet, le musée des coquillages Bailey-Matthews, a ouvert deux semaines après sa mort. Il est enterré au cimetière militaire d’Arlington.

## Liste partielle des publications
- 1952 : Two new opisthobranch mollusks from the Gulf of Mexico belonging to the genera Pleurobranchaea and Polycera. Florida State University Studies, No. 7, Papers from the Oceanographic Institute, p. 1-7, pls. 1,2.
- 1954 : The habits and occurrence of the nudibranch, Armina tigrina, in southeast United States. Nautilus 67 : 83-86.
- 1955 : Introducing seashells; a colorful guide for the beginning collector (Van Nostrand, New York).
- 1958 : The marine mollusks of Grand Cayman Island, British West Indies (Philadelphie).
- 1961 : How to know the American marine shells (New American Library, New York).
- 1968 : American seashells, the marine Mollusca of the Atlantic and Pacific coasts of North America (Van Nostrand — réédité en 1974).
- 1974 : American Malacologists. A National Register of Professional and Amateur Malacologists and Private Shell Collectors and Biographies of Early American Mollusk Workers Born Between 1618 and 1900, American Malacologists (Falls Church, Virginie) : iv + 494 p.  (ISBN 0-913792-02-0)
- 1976 : Sheashells (Bantam, Londres, Toronto).
- 1987 : New fishy home for mollusks. Conchol. Am. Bull. 15 (1) : 8.
- 1987 : Why moon-struck snails face east. Conchol. Am. Bull. 15 (1) : 4.
- 1990 : The pocket guide to the seashells of the Northern hemisphere (Dragon’s World).
- 1982 : Avec Stanley Peter Dance (1932-), Compendium of seashells : a color guide to more than 4,200 of the world’s marine shells (E.P. Dutton, New York — réédité par Letts, Londres, 1991).
- 1991 : Seashells of the Northern hemisphere (Dragon’s World, Limpsfield).
- 1991 : Seashells of Southeast Asia (Tynron Press, Thornhill).
- 1993 : Seashells of Great Britain & Europe (Dragon’s World, Limpsfield).

### Sources
- (en) Newsletter, Unitas Malacologica
- (en) Arlington National Cemetery Website
- (fr) Malacologues célèbres, biographies de la Société belge de malacologie